# Клаудио Ђентиле
Клаудио Ђентиле, (рођен 27. септембра 1953. у Триполију, Либија) бивши је италијански фудбалер и тренер. Играо је на позицији одбрамбеног играча током 1970-их и 1980-их. Ђентиле је играо за Италију на два Светска првенства, а играо је за победнички италијански тим у финалу 1982. године. Клупску каријеру је углавном провео у Јувентусу за који је уписао скоро 300 лигашких наступа, освојивши шест државних титула и два главна европска трофеја.

## Клупска каријера
Рођен је у Триполију у Либији, али је у Италију дошао као дете. Након почетка каријере у Арони, Ђентиле је играо у Серији Б са Варезеом током сезоне 1972–73.
Потом се преселио у Јувентус и први пут је играо за њих у мечу Куп Италије против ФК Асколи 29. августа 1973. године, а деби у Серији А уследио је 2. децембра 1973. против ФК Вероне. Укупно је одиграо 414 сениорских утакмица за Јувентус, укључујући 283 у Серији А. У више од једне деценије са Јувентусом, Ђентиле је освојио два велика европска клупска такмичења (Куп УЕФА 1976–77 и Куп победника купова 1983–84), шест шампионата Серије А и два италијанска Купа.  Такође је стигао до финала Купа европског шампиона 1982–83 са торинским клубом, да би претрпео пораз од ФК Хамбургер у Атини од 1:0.
1984. прешао је у ривал Фјорентину где је провео још три сезоне у Серији А, уписавши преко 60 наступа за клуб. Затим је одиграо последњу сезону са Пјаћенцом, у Серији Б, повлачећи се на крају сезоне 1987–88. 

## Репрезентативна каријера
Ђентиле је играо 71 утакмицу за италијанску репрезентацију, постигао је један гол током играња за национални тим. Играо је у свим мечевима Италије на Светском првенству 1978. године, где је Италија завршила на четвртом месту, након што је стигла до другог места у завршној групној фази турнира, а затим изгубила 3. место у плеј-офу од Бразила. Ђентиле је такође играо на Европском првенству 1980. године, а именован је у тиму турнира.
На Светском првенству 1982. године, Ђентиле је поново био стални члан стартне поставе, када је Италија те године освајала Светско првенство. Славу је стекао агресивним маркирањем Дијега Марадоне у мечу победе од 2:1 у другом колу против Аргентине на Светском првенству 1982. године, где је у првом полувремену 11 пута фаулирао аргентинску звезду,  и 23 укупно, након чега је Ђентиле изјавио чувено: "Фудбал није за балерине!"  Италија је на крају победила браниоца наслова Аргентину резултатом 2:1. Италија се тада суочила са фаворитом турнира Бразилом у следећем мечу и победила са 3:2. Паоло Роси је имао хет-трик. Италија је у полуфиналу победила Пољску са 2:0, а Ђентиле се вратио у финале против Западне Немачке где је Италија победила са 3:1. Ђентиле је поново био у тиму турнира због својих наступа током Светског првенства 1982. године.

## Стил игре
Чврст, снажан, жилав, немилосрдан и бескомпромисан дефанзивац, Ђентиле је важио за једног од најбољих одбрамбених играча своје генерације, једног од најчвршћих играча на својој позицији и једног од највећих италијанских дефанзиваца свих времена. Тврд и свестран дефанзивац, он је био у стању да игра и као стопер, и као одбрамбени играч на било крилу, а посебно је познат по свом маркирању противничких играча.    Такође је био способан да игра и као чистач, улога коју је заузимао пред крај каријере, када је изгубио део темпа, или у средишту терена као дефанзивни везни играч.  Такође се истакао по својој способности у ваздуху. Био је мобилан и вредан играч, који је такође био способан да офанзивно допринесе као нападачки бек.  Заједно са Јувентусовим и италијанским саиграчима Дином Зофом, Бриом, Кабринијем и Ширеаом, формирао је једну од најјачих одбрамбених линија у историји фудбала. The Times је 2007. године ставио Ђентила на 8. место на њиховој листи 50 најтежих фудбалера у историји. Међутим, упркос својој злогласној репутацији, Ђентиле је себе сматрао тврдим, али поштеним играчем. У каријери је искључен само једном, са Јувентусом, у поразу од 2:0 у гостима од ФК Бриж у полуфиналном мечу европског купа у априлу 1978, због двоструког картона после играња руком.   Због свог агресивног стила игре и земље рођења, Ђентиле је у италијанским медијима добио надимак Гадафи.

## Тренерска каријера
Ђентиле је касније тренирао италијанску националну фудбалску репрезентацију играча до 21 године која је 2004. освојила европско првенство у фудбалу, и екипу играча до 23 године која је освојила бронзу на Олимпијским играма 2004. у Атини.
Дана 5. јуна 2014. године потписао је двогодишњи уговор са ФК Сион.

## Титуле

### Играч

#### Клуб
Јувентус 
- 6 Серија А: 1974–75, 1976–77, 1977–78, 1980–81, 1981–82, 1983–84
- 2 Купа Италије: 1978–79, 1982–83
- 1 Куп УЕФА: 1976–77
- 1 Куп победника купова УЕФА: 1983–84

#### Међународне
Италија
- Светско првенство у фудбалу: 1982

#### Појединачне
- УЕФА-ин тим европског првенства на турниру: 1980[36]
- ФИФА Светски тим, све звезде: 1982 [37]

### Тренер

#### Међународне
Италија до 21 године
- Европско првенство УЕФА до 21 године: 2004[38]
- Олимпијска бронзана медаља: 2004.[39]